# New Morning
New Morning (рус. «Hовое утро») — одиннадцатый студийный альбом американского автора-исполнителя Боба Дилана, вышедший в октябре 1970 года на лейбле Columbia Records.

## Об альбоме
Вышедший всего через четыре месяца после спорного Self Portrait, более краткий и непосредственный New Morning получил намного больше тёплых откликов от поклонников и критиков. В альбоме Дилан снова пел своим гнусавым голосом, который он не использовал, начиная с альбома 1967 года John Wesley Harding. Ретроспективные оценки были более сдержанными, ограниченный успех признавался, но с пониманием того, что в свою полную творческую форму исполнитель вернулся только к моменту выхода Blood on the Tracks в 1975 году.
Альбом достиг 7-й позиции в США, быстро став золотым, а также стал 6-м альбомом Дилана, занявшим первую строчку чартов в Британии. Самая известная песня альбома «If Not for You», кавер-версию которой сделал Джордж Харрисон; песня стала популярна в исполнении Оливии Ньютон Джон в 1971 году. Брайан Ферри включил свою версию этой песни в альбом Dylanesque.

## Список композиций
Слова и музыка всех песен — Боб Дилан.
| №  | Название                | Дата записи          | Длительность |
| -- | ----------------------- | -------------------- | ------------ |
| 1. | «If Not for You»        | 12 августа 1970 года | 2:40         |
| 2. | «Day of the Locusts»    | 12 августа 1970 года | 3:58         |
| 3. | «Time Passes Slowly»    | 12 августа 1970 года | 2:35         |
| 4. | «Went to See the Gypsy» | 5 июня 1970 года     | 2:47         |
| 5. | «Winterlude»            | 5 июня 1970 года     | 2:22         |
| 6. | «If Dogs Run Free»      | 5 июня 1970 года     | 3:37         |

| №                   | Название             | Дата записи         | Длительность |
| ------------------- | -------------------- | ------------------- | ------------ |
| 1.                  | «New Morning»        | 4 июня 1970 года    | 3:57         |
| 2.                  | «Sign on the Window» | 5 июня 1970 года    | 3:45         |
| 3.                  | «One More Weekend»   | 3 июня 1970 года    | 3:08         |
| 4.                  | «The Man in Me»      | 5 июня 1970 года    | 3:05         |
| 5.                  | «Three Angels»       | 4 июня 1970 года    | 2:05         |
| 6.                  | «Father of Night»    | 5 июня 1970 года    | 1:28         |
| Общая длительность: | Общая длительность:  | Общая длительность: | 35:27        |

## Участники записи
Приведены по сведениям книги Клинтона Хейлина Bob Dylan: A Life in Stolen Moments: Day by Day 1941—1995 и сайта Улофа Бьорнера, нумерация треков указана по изданию в формате компакт-диска.
Музыканты:
- Боб Дилан — ведущий вокал (все песни), акустическая гитара (все песни), электрогитара (все песни), орган, фортепиано (в песнях 2, 3, 4, 5, 8, 10, 12)

- Дэвид Бромберг[англ.] — гитара (в песнях 4—12), добро (в песнях 4—12)
- Рон Корнелиус[англ.] — гитара (в песнях 4—12)
- Баззи Фейтен[англ.] — гитара (в песнях 1—3)
- Чарли Дэниелс — бас-гитара (в песнях 4—12)
- Харви Брукс[англ.] — бас-гитара (в песнях 1—3)
- Эл Купер — орган (все песни), фортепиано (все песни), электрогитара, валторна
- Расс Кункель[англ.] — ударные (в песнях 4—12)
- Билл Манди — ударные (в песне 2)
- Хильда Харрис — бэк-вокал
- Альбертин Робинсон — бэк-вокал
- Маэрета Стюарт — бэк-вокал (в песне 6)

Технический персонал:
- Боб Джонстон[англ.] — музыкальный продюсер
- Лен Сиглер — фотографии

## Позиции в хит-парадах и коммерческие показатели
| Год         | Хит-парад                          | Высшая позиция | Пребывание в чарте |
| ----------- | ---------------------------------- | -------------- | ------------------ |
| 1970 — 1971 | Великобритания (UK Albums Chart)   | 1              | 11 недель          |
| 1970 — 1971 | Италия (Musica e dischi)           | 15             | 6 недель           |
| 1970 — 1971 | Канада (RPM Albums Chart)          | 5              | 16 недель          |
| 1970 — 1971 | Нидерланды (Hilversum 3 LP Top 10) | 3              | 8 недель           |
| 1970 — 1971 | Норвегия (VG-lista)                | 8              | 10 недель          |
| 1970 — 1971 | США (Billboard Top LPs & Tape)     | 7              | 23 недели          |

| Хит-парад (1971)         | Позиция |
| ------------------------ | ------- |
| Италия (FIMI)            | 53      |
| Нидерланды (Buma/Stemra) | 58      |

| Регион | Сертификация | Продажи  |
| --- | ------------ | -------- |
| США (RIAA) | Золотой      | 500 000^ |
| * Данные о продажах приведены только на основе сертификации. ^ Данные о тиражах приведены только на основе сертификации. |              |          |